# 김승호 (1998년)
김승호(한국 한자: 金昇浩, 1998년 10월 1일 ~ )는 대한민국의 축구 선수이며, 포지션은 수비수이다.